# Kjell-Åke Johansson (ishockeyspelare)
Kjell-Åke Johansson, född 25 december 1958, är en svensk före detta professionell ishockeyspelare (back).